# Hymenochaete acanthophysata
Hymenochaete acanthophysata är en svampart som beskrevs av J.C. Léger 1981. Hymenochaete acanthophysata ingår i släktet Hymenochaete och familjen Hymenochaetaceae.   Inga underarter finns listade i Catalogue of Life.